# Pigen fra Atelieret
Pigen fra Atelieret er en amerikansk stumfilm fra 1918 af Charles Giblyn.

## Medvirkende
- Constance Talmadge - Celia Laird
- Earle Foxe - Frazer Ordway
- Edna Earle - Adriana Peroni
- Johnny Hines - Obediah Daw
- Gertrude Norman